# Buchema interpleura
Buchema interpleura é uma espécie de gastrópode do gênero Clathrodrillia, pertencente à família Horaiclavidae.